# Liste der Bodendenkmale in Tellingstedt
In der Liste der Bodendenkmale in Tellingstedt sind die Bodendenkmale der Gemeinde Tellingstedt nach dem Stand der Bodendenkmalliste des Archäologischen Landesamts Schleswig-Holstein von 2016 aufgelistet. Die Baudenkmale sind in der Liste der Kulturdenkmale in Tellingstedt aufgeführt.
| Denkmal-ID           | Befundart           | Bezeichnung                | Zeitstellung                 | Lage | Bemerkungen | Bild |
| -------------------- | ------------------- | -------------------------- | ---------------------------- | ---- | ----------- | ---- |
| aKD-ALSH-Nr. 000 375 | Grabmal > Grabhügel | Grabhügel „Schwarzer Berg“ | Vor- und/oder Frühgeschichte | ⊙    |             |      |
| aKD-ALSH-Nr. 000 376 | Grabmal > Grabhügel | Grabhügel „Hille Berg“     | Vor- und/oder Frühgeschichte | ⊙    |             |      |